# Игренский полуостров
Игренский полуостров, Старая Игрень — полуостров на левом берегу Днепра в черте города Днепр (Украина). Является государственной культурно-заповедной территорией (с 1991 г.).
Северную часть полуострова называют мысом Подкова или Поповым мысом.
На территории полуострова найдены культурные наслоения разных исторических эпох, начиная от палеолита, получившие название Игреньские археологические поселения. Проводятся раскопки.
В 1928 году здесь обнаружено крупное древнерусское поселение, развитие которого было прервано монголо-татарским нашествием в XIII веке.
Считается, что именно здесь в 1660 году Иван Сирко разбил татарскую орду.